# Laguna (Brasile)
Laguna è un comune del Brasile nello Stato federato di Santa Catarina, parte della mesoregione del Sul Catarinense e della microregione di Tubarão.
Laguna è nota per essere la città natale di Anita Garibaldi.

## Cultura

### Istruzione

#### Musei
- Museo Anita Garibaldi.

## Amministrazione

### Gemellaggi
- Ravenna
- Rieti, dal 2023